# Đảo Bellona

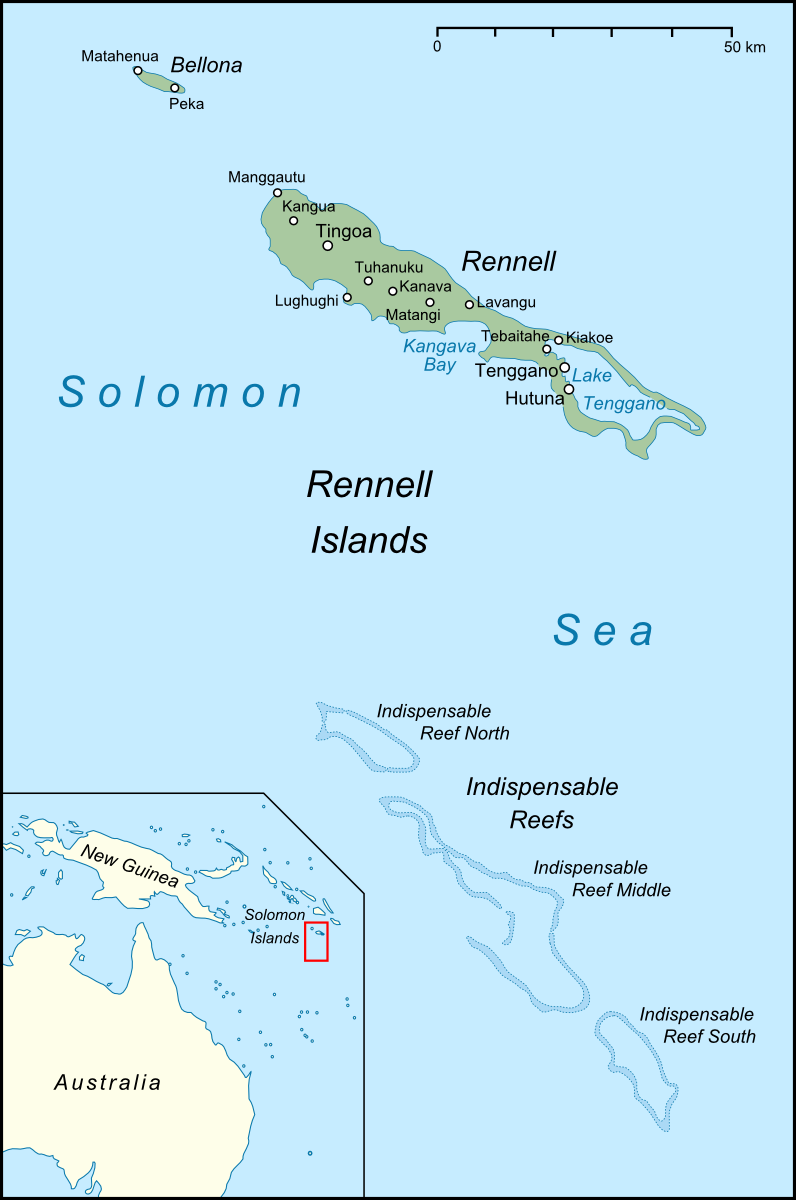
Đảo Bellona ở phía Bắc Đảo Rennell

Bellona là một hòn đảo thuộc tỉnh Rennell và Bellona, Quần đảo Solomon, đảo này là đảo lớn thứ hai sau người anh em của nó là đảo Rennell. Đảo Bellona có chiều dải khoảng 10 km, rộng trung bình 2,5 km và có diện tích khoảng 17 km2. Nó gần như hoàn toàn bao quanh bởi những vách đá cao 30–70 m, chủ yếu là các vách đá vôi.

## Dân cư
Dân cư trên đảo định cư tại 10 ngôi làng:
- Matahenua/Matamoana (Tây)
- Honga'ubea
- Tongomainge
- Ngotokanaba
- Pauta
- Ngongona
- Gongau
- Ahenoa
- Matangi
- NukuTonga (Đông)

Đảo Bellona cũng giống đảo Rennell, người dân trên đảo chủ yếu là người Polynesia - trong tất cả các đảo có người định cư ở quần đảo Solomon, hầu hết các đảo còn lại là người Melanesia và một ít là người Micronesia. Hòn đảo này được đặt tên vào đầu thế kỷ 19 sau khi thuyền trưởng tàu Bellona là Capt. Lord Rennell's tìm ra nó, tên ban đầu của đảo là Mungiki.

## Trích nguồn
- "THE KINSEN MARU.". Townsville Daily Bulletin (Qld.: 1885 - 1954) (Qld.: National Library of Australia): p. 6. ngày 18 tháng 3 năm 1933. Retrieved ngày 3 tháng 11 năm 2011.

## Liên kết
- pictures
- Cultural Ecology
- Beliefs and Rites of Pre-Christian Bellona
- Map of Bellona Island
- Bellona Travel Guide